# 路易-亚历山大·贝尔蒂埃
路易-亚历山大·贝尔蒂埃，瓦格拉姆亲王（法語：Louis-Alexandre Berthier, prince de Wagram；1753年11月20日—1815年6月1日）法国元帅，1808年任法蘭西副陸軍統帥，拿破仑倚重的参谋长，近代戰爭參謀部制度的奠基者之一。

## 早年
贝尔蒂埃出生於凡爾賽，母親是服務波旁皇室的女僕，曾照顧過孩提時的路易十八；父亲則是軍隊的地形测绘工程师。在父親的影響下，貝爾蒂埃早年受过地图测绘员的训练。追隨罗尚博将军參與北美独立战争，並擔任其中尉参谋，見證北美獨立軍於約克鎮戰役擊敗英軍。

## 法國大革命戰爭
大革命爆發前，貝爾蒂埃已在軍中服役多年，並有著豐富的參謀經驗，貝爾蒂埃相當擅長軍隊組織管理，協助指揮官的日常行政工作，舉凡運輸後勤、敵方情報、戰場地形測繪等繁瑣事務。能力出眾的他曾先後出任罗尚博、拉法葉、盧克納等將領的參謀長。
大革命时期为上校，指挥凡尔赛的国民自卫军，坚决反对列库安特尔党。后出任旺代省革命军参谋长，在作战中负伤。由於恐怖時期受到牽連，而被剝奪軍職，直到1794年热月政变后，到阿尔卑斯军团担任克勒曼将军的参谋长，1795年5月9日随克勒曼调意大利军团参谋长，9月又随克勒曼回阿尔卑斯军团任参谋长。貝爾蒂埃在多年的參謀經驗中建立了一套管理機制，他設立了三個部門，內閣負責人事行政、軍情傳遞、文書報告，並彙整敵軍的相關情報；私人參謀部:由副官、聯絡官、信使組成；以及直屬指揮官的總參謀部。總參謀部又下轄三個分部，其一負責行軍以外的各式任務，諸如戰時警務、醫療、戰俘處置、確保補給線暢通等；其二負責戰時營舍與臨時駐地；其三則是地形測繪部門，負責製圖與偵查。這套管理機制可以說是近代歐洲戰爭中參謀部的濫觴。
1796年拿破仑出任意大利军团司令后，主动请求追随，3月份出任意大利军团参谋长。貝爾蒂埃驚人的記憶力、工作能力，以及對於細節的重視，很快便受到拿破崙的賞識，並成為其倚重的左右手，貝爾蒂埃能讓拿破崙隨口而出且含糊不清的口頭命令轉換成簡潔有力的書面命令，淺而易懂到能讓所有將官理解。拿破崙與貝爾蒂埃在義大利戰役期間合作無間，貝爾蒂埃可以說是拿破崙軍事成就背後的影子功臣，兩人在前線時常形影不離，貝爾蒂埃因此被戲稱是拿破崙的“賢內助”。
除了參謀工作，貝爾蒂埃也會親臨前線指揮作戰，他曾率領洛迪戰役的進攻以及里沃里戰役的騎兵衝鋒。1797年12月9日接替拿破崙成為意大利军团司令，指挥对罗马的占领。然而貝爾蒂埃深知他的天賦在於參謀工作與行政管理，而非在前線指揮部隊，因此他在信中懇求拿破崙盡快回來接任。
1798年4月貝爾蒂埃出任拿破仑指挥遠征埃及的东方军团参谋长，7月2日登陆亚历山大港后，下令发布用法文，阿拉伯文和土耳其文写的公告，1799年8月24日登缪伊伦号陪同拿破仑回国。霧月政變後担任拿破仑为第一执政執政府的陆军部长，負責統整法國的軍事行政管理，1800年4月2日改任预备军团司令。

## 拿破崙戰爭
拿破崙稱帝後，貝爾蒂埃於1804年5月19日晋封為帝國元帅，他的名字位居名單的首位。1805-1808年出任大军团参谋长，貝爾蒂埃出眾的能力幫助拿破崙得以及時掌握瞬息萬變的戰場，敵軍的動向、位置、行軍路線、兵力規模等資訊均在其掌握之下，在壓倒性的戰場資訊優勢下，法軍得以輕鬆於烏爾姆戰役中包圍馬克將軍率領的奧軍。在前線出征時，貝爾蒂埃時常與拿破崙共乘皇家馬車，一起商討軍情要事。儘管有著龐雜的軍政事務，貝爾蒂埃的回報相當豐厚:年薪近120萬法郎。待遇遠超其他帝國元帥。
1808年担任西班牙军团的参谋长，1809年4月短暂兼任德意志军团副司令，而這也使貝爾蒂埃的缺點曝露無遺:他並不適合在前線指揮部隊。代理指挥僅几天，结果造成局面被动，當卡爾大公進兵巴伐利亞時，貝爾蒂埃的反應顯得猶豫不決，險些讓達武的部隊被包圍，因此很快被拿破仑解除指挥权。
回到熟悉參謀長工作後，他優秀的組織能力讓拿破崙的20萬大軍得以順利進軍奧地利，並取得瓦格拉姆戰役的勝利，戰後拿破崙授封其為瓦格拉姆亲王。1809年12月1日再度出任西班牙军团参谋长，1812年担任新建大军团参谋长，參與征俄戰役，這場遠征對貝爾蒂埃以及其參謀部門來說是極其困難的挑戰:兵力將近50萬，且要在橫跨400哩的前線排兵佈陣。“就連一個士兵都過得比我輕鬆。”“我快被這些工作壓垮了。”戰役期間貝爾蒂埃忍不住抱怨道。1812年8月，拿破崙征俄部隊的補給線已接近崩潰邊緣，貝爾蒂埃曾試圖說服拿破崙在斯摩稜斯克停止進軍，然而他的諫言並未被拿破崙接受。當嚴寒的冬季到來，法軍不得不狼狽撤軍時，貝爾蒂埃與部隊徒步行進著，且雙手已凍傷。
征俄歸來後，貝爾蒂埃於1813年初生病离职，3月底病愈后被任命为重建的大军团参谋长，肩負起重建部隊的艱困任務，參與了德意志地區的大小戰役，在此期間反法聯盟相繼建立了參謀部門，他們都借鑒了貝爾蒂埃的作法。然而貝爾蒂埃的參謀系統並非十全十美，一個奇怪的指令讓內伊在重要的包岑戰役中延誤行軍，錯失了重挫聯軍的機會。萊比錫戰役的失敗也多少也要歸咎於貝爾蒂埃的錯誤判斷，他沒有預先確保足夠的橋樑供法軍撤退，致使滯留河對岸的三萬法軍被俘。貝爾蒂埃仍忠實執行他的職責直到1814年4月拿破崙主動退位。
儘管在參謀與組織方面才華洋溢，貝爾蒂埃卻也因妒賢嫉能而臭名昭著—參謀長之一的安托萬-亨利·若米尼因被其打壓憤而投奔俄國。

## 波旁復辟與百日王朝
波旁王朝復辟後，路易十八對他仍相當禮遇，讓貝爾蒂埃保有私人衛隊以及榮譽軍銜。1815年3月拿破仑从厄尔巴岛回到法国后，使得他的處境相當尷尬，他护送路易十八出国，避居妻子娘家所在的巴伐利亚，沒有效忠拿破崙，但也對此持開放態度，導致其不受波旁王朝的歡迎。不久，他墜樓身亡。有說法是他被保王黨秘密暗殺，另一派則認為他是意外身亡。滑鐵盧戰敗後，拿破崙感嘆道:“倘若貝爾蒂埃在場，我就不會落得這般的境地。”
| 前任： 拉扎尔·卡诺 | 战争大臣 1800年-1807年 | 繼任： 费尔特雷公爵亨利·克拉克 |